# 坎利酸

坎利酮，也称为坎利酸内酯

坎利酸（英語：或Canrenoate），别名羟基氧孕甾二烯甲酸或羟基氧孕二烯甲酸，是一种有机化合物，分子式为C22H30O4，为人工合成的甾体类抗鹽皮質激素，属醛固酮拮抗剂，从未上市销售，是螺内酯的代谢产物。它的辛醇-水分配系数（logPo/w）为2.40。